# Melilli
Melilli é uma comuna italiana da região da Sicília, província de Siracusa, com cerca de 12 202 habitantes. Estende-se por uma área de 136,03 km², tendo uma densidade populacional de 90 hab/km². Faz fronteira com Augusta, Carlentini, Priolo Gargallo, Siracusa, Sortino.

## Demografia
| Variação demográfica do município entre 1861 e 2011                               |
|                                                                                   |
| Fonte: Istituto Nazionale di Statistica (ISTAT) - Elaboração gráfica da Wikipedia |